# Cuencas costeras entre río Puelo y río Yelcho
Las cuencas costeras entre río Puelo y río Yelcho conforman el ítem 106 del inventario de cuencas de Chile.: 11  Es un ente administrativo que reúne varias cuencas hidrográficas exorreicas que desaguan frente a la isla de Chiloé y que fueron asociadas en virtud de su similitud y ubicación entre cuencas mayores.
A partir de los años 70 se ha ampliado el concepto de cuenca hasta entender, ya en los primeros años del siglo XXI, una cuenca hidrográfica en lo que respecta a su definición espacial y funcional, como la unidad geopolítica y socioeconómica más apropiada y racional para el desarrollo integrado de los recursos de tierras y aguas asociados a la vegetación y en conjunto con los usuarios de nivel local y regional.: 17 

Red hidrográfica del ítem 106.

## Límites

Fiordo de Reloncaví y volcán Hornopirén.

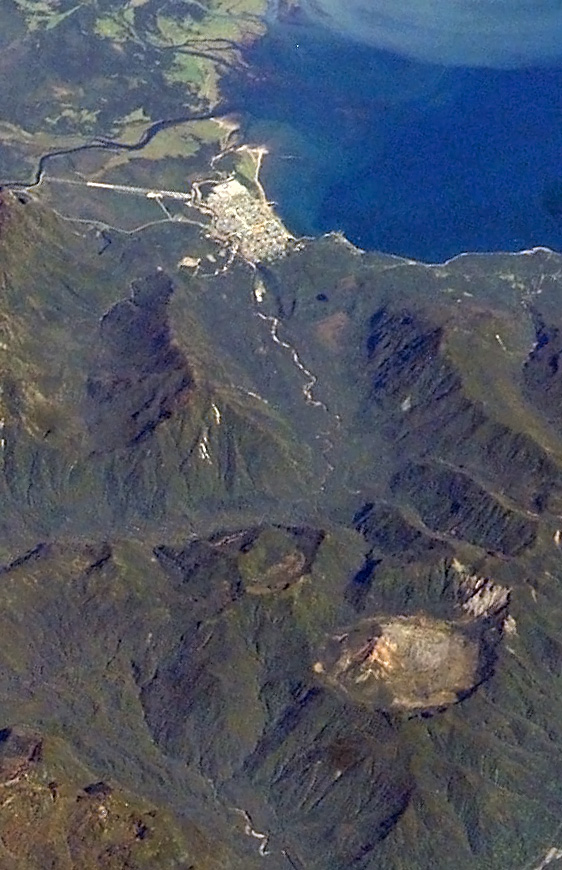
Volcán Chaitén y el poblado Chaitén.

Las cuencas abarcan en total 6145 km² y son divididas por la Dirección General de Aguas en 10 subcuencas y 22 subsubcuencas. Todas ellas están en la Región de Los Lagos.
Sus límites son al norte el fiordo de Reloncaví, al oeste el golfo de Ancud, al este (norte) la cuenca del río Puelo y con la cuenca trasandina del río Chubut. Al sur y separado por el volcán Michinmahuida, limita con la cuenca del río Yelcho, que es una hoya binacional.

## Población
El sistema de información y monitoreo de biodiversidad del Ministerio del Medio Ambiente de Chile señala la siguiente distribución de la superficie de la cuenca entre las comunas (el porcentaje es de la cuenca):
| Región    | Provincia  | Comuna    | Hectáreas   | Porcentaje |
| --------- | ---------- | --------- | ----------- | ---------- |
| Los Lagos |            |           | 587.338,505 | 93,998%    |
|           | Llanquihue |           | 36.756,641  | 5,883%     |
|           |            | Cochamó   | 36.756,641  | 5,883%     |
|           | Palena     |           | 550.581,865 | 88,115%    |
|           |            | Chaitén   | 274.804,867 | 43,98%     |
|           |            | Hualaihué | 275.776,998 | 44,135%    |

Cabe señalar que al parecer hay el área sumada de las comunas o provincias es diferente al área del ítem proporcionada por el Ministerio del Medio Ambiente. Esto puede deberse a que el área de las comunas o provincias no incluye el área cubierta por el mar (canales, fiordos, bahías, etc).
Los poblados emplazados en las cuencas son Chaitén, Hornopirén, Contao, Reñihue, Caleta Gonzalo, Puerto Bonito y Huequi. La ciudad de Cochamó está levemente fuera del ítem.

## Subdivisiones
La Dirección General de Aguas subdivide o reúne las cuencas de Chile acorde a las necesidades de estudio y gestión. Existen dos inventarios que han logrado ser aceptados como principales, el inventario de cuencas del Banco Nacional de Aguas (BNA) de 1978, de mayor uso, y el inventario de cuencas del Departamento de Administración de Recursos Hídricos (DARH) de 2014 de mejor cartografía que ha obligado a redefinir algunos límites, a veces con cambios mayores, pero también por algunas redefiniciones del concepto de subcuenca.
Bajo el BNA el código del ítem es 106 y con el DARH es 1007.
La subdivisión del BNA es como sigue:
| Cuenca                                                   | Subcuenca | Subsubcuenca | Aguas                                                     | Área drenaje km² | Observaciones |
| -------------------------------------------------------- | --------- | ------------ | --------------------------------------------------------- | ---------------- | ------------- |
| 106 Cuencas costeras entre Río Puelo y Río Yelcho (mapa) |           |              |                                                           |                  |               |
| 106                                                      | 1060      | 10600        | Costeras entre Río Puelo y Punta Trentelhue               | 521              |               |
| 106                                                      | 1061      | 10610        | Costeras Entre Punta Tentelhue y Río Negro (Incluido)     | 590              |               |
| 106                                                      | 1062      | 10620        | Islas Pelada y Llancahué                                  | 97               |               |
| 106                                                      | 1063      | 10630        | Costeras entre Río Negro y Río Vodudahue                  | 1032             |               |
| 106                                                      | 1064      | 10640        | Río Barcelo en junta con Río Vodudahue                    | 533              |               |
| 106                                                      | 1064      | 10641        | Río Vodudahue                                             | 347              |               |
| 106                                                      | 1065      | 10650        | Costeras del fiordo Coman                                 | 323              |               |
| 106                                                      | 1065      | 10651        | Río Huequi                                                | 135              |               |
| 106                                                      | 1065      | 10652        | Costeras Entre Río Huequi y Río Pillan (Incluido)         | 439              |               |
| 106                                                      | 1066      | 10660        | Río Reñihue hasta junta Río Cipreses                      | 408              |               |
| 106                                                      | 1066      | 10661        | Río Reñihue Entre Arriba Río Cipreses y Desembocadura     | 166              |               |
| 106                                                      | 1067      | 10670        | Costeras entre Río Reñihue y Río Purilauquen              | 167              |               |
| 106                                                      | 1067      | 10671        | Río Purilauquen                                           | 163              |               |
| 106                                                      | 1067      | 10672        | Costeras entre Río Purilauquen y Río Negro                | 49               |               |
| 106                                                      | 1068      | 10680        | Río Negro                                                 | 171              |               |
| 106                                                      | 1068      | 10681        | Río Rayas o Blanco                                        | 340              |               |
| 106                                                      | 1068      | 10682        | Costeras entre Río Rayas y Río Chaitén                    | 88               |               |
| 106                                                      | 1068      | 10683        | Río Chaitén                                               | 251              |               |
| 106                                                      | 1069      | 10690        | Isla Chulin                                               | 60               |               |
| 106                                                      | 1069      | 10691        | Isla Chuit                                                | 47               |               |
| 106                                                      | 1069      | 10692        | Isla Talcan                                               | 124              |               |
| 106                                                      | 1069      | 10693        | Islas Ahullini y Mayahue                                  | 182              |               |
| total:                                                   | 10        | 22           | Región: X (100%) / Tipo: Exorreica / Desemb.: O. Pacífico | 6145             |               |

La disposición de cuencas en el inventario DARH es la siguiente:
| Código | Nombre                                        | Código en mapa                                | Tipología de cuenca                           | Vertiente de cuenca                           | Origen de cuenca                              | Temperatura media anual (C°)                  | Temperatura máxima (C°)                       | Temperatura mínima (C°)                       | Precipitación anual (mm)                      | Número de estaciones fluviométricas           | Número de estaciones pluviométricas           | Área (km²)                                    |
| ------ | --------------------------------------------- | --------------------------------------------- | --------------------------------------------- | --------------------------------------------- | --------------------------------------------- | --------------------------------------------- | --------------------------------------------- | --------------------------------------------- | --------------------------------------------- | --------------------------------------------- | --------------------------------------------- | --------------------------------------------- |
| 1007   | Cuencas Costeras entre Río Puelo y Río Yelcho | Cuencas Costeras entre Río Puelo y Río Yelcho | Cuencas Costeras entre Río Puelo y Río Yelcho | Cuencas Costeras entre Río Puelo y Río Yelcho | Cuencas Costeras entre Río Puelo y Río Yelcho | Cuencas Costeras entre Río Puelo y Río Yelcho | Cuencas Costeras entre Río Puelo y Río Yelcho | Cuencas Costeras entre Río Puelo y Río Yelcho | Cuencas Costeras entre Río Puelo y Río Yelcho | Cuencas Costeras entre Río Puelo y Río Yelcho | Cuencas Costeras entre Río Puelo y Río Yelcho | Cuencas Costeras entre Río Puelo y Río Yelcho |
| 100700 | Costeras entre Río Puelo y Punta Trentelhue   | 0                                             | Exorreica                                     | Pacífico                                      | Pluvial                                       | 8.5                                           | 18.9                                          | 0.8                                           | 2220.5                                        | 0                                             | 0                                             | 504.2                                         |
| 100701 | Costeras entre Punta Tentelhue y Río Negro    | 0                                             | Exorreica                                     | Pacífico                                      | Pluvial                                       | 8.6                                           | 19.1                                          | 0.9                                           | 2169.5                                        | 0                                             | 1                                             | 609.2                                         |
| 100702 | Costeras entre Río Negro y Lago Quintupue     | 0                                             | Exorreica                                     | Pacífico                                      | Pluvial                                       | 6.2                                           | 17.4                                          | -2.0                                          | 1838.4                                        | 0                                             | 0                                             | 403.6                                         |
| 100703 | Costeras entre Lago Quintupue y Río Vodudahue | 0                                             | Exorreica                                     | Pacífico                                      | Pluvial                                       | 6.9                                           | 18.1                                          | -1.3                                          | 1839.3                                        | 0                                             | 0                                             | 610.3                                         |
| 100704 | Río Barceló                                   | 0                                             | Exorreica                                     | Pacífico                                      | Pluvial                                       | 6.7                                           | 18.1                                          | -1.8                                          | 1683.9                                        | 0                                             | 0                                             | 918.4                                         |
| 100705 | Costeras del Fiordo Coman                     | 0                                             | Exorreica                                     | Pacífico                                      | Pluvial                                       | 8.1                                           | 18.5                                          | 0.4                                           | 2114.7                                        | 0                                             | 0                                             | 291.2                                         |
| 100706 | Río Huequi                                    | 0                                             | Exorreica                                     | Pacífico                                      | Pluvial                                       | 8.7                                           | 18.7                                          | 1.2                                           | 2175.3                                        | 0                                             | 0                                             | 143.7                                         |
| 100707 | Costeras entre Río Huequi y Río Renihue       | 0                                             | Exorreica                                     | Pacífico                                      | Pluvial                                       | 8.1                                           | 18.3                                          | 0.4                                           | 2076.6                                        | 0                                             | 0                                             | 444.6                                         |
| 100708 | Río Renihue                                   | 0                                             | Exorreica                                     | Pacífico                                      | Pluvial                                       | 7.9                                           | 18.4                                          | -0.0                                          | 2033.9                                        | 0                                             | 0                                             | 565.3                                         |
| 100709 | Río Purilauquen                               | 0                                             | Exorreica                                     | Pacífico                                      | Pluvial                                       | 8.7                                           | 18.4                                          | 1.3                                           | 2230.3                                        | 0                                             | 0                                             | 195.2                                         |
| 100710 | Río Negro                                     | 0                                             | Exorreica                                     | Pacífico                                      | Pluvial                                       | 8.4                                           | 18.3                                          | 0.9                                           | 2182.3                                        | 0                                             | 0                                             | 172.3                                         |
| 100711 | Río Rayas o Blanco                            | 0                                             | Exorreica                                     | Pacífico                                      | Pluvial                                       | 7.7                                           | 17.8                                          | 0.1                                           | 2115.5                                        | 0                                             | 0                                             | 331.5                                         |
| 100712 | Costeras entre Río Rayas y Río Chaitén        | 0                                             | Exorreica                                     | Pacífico                                      | Pluvial                                       | 9.8                                           | 19.3                                          | 2.5                                           | 2334.4                                        | 0                                             | 0                                             | 92.6                                          |
| 100713 | Río Chaitén                                   | 0                                             | Exorreica                                     | Pacífico                                      | Pluvial                                       | 8.5                                           | 18.4                                          | 0.9                                           | 2207.5                                        | 0                                             | 1                                             | 247.2                                         |
| 100714 | Islas entre Río Purilauquen y Río Negro       | 0                                             | Exorreica                                     | Pacífico                                      | Pluvial                                       | 10.8                                          | 19.5                                          | 4.0                                           | 2347.9                                        | 0                                             | 0                                             | 79.3                                          |
| 100715 | Costeras entre Río Renihue y Río Purilauquen  | 0                                             | Exorreica                                     | Pacífico                                      | Pluvial                                       | 9.1                                           | 18.8                                          | 1.7                                           | 2243.0                                        | 0                                             | 0                                             | 177.9                                         |
| 100716 | Islas Pelada y Llancahue                      | 0                                             | Exorreica                                     | Pacífico                                      | Pluvial                                       | 9.8                                           | 20.2                                          | 2.0                                           | 2193.3                                        | 0                                             | 0                                             | 96.8                                          |

## Hidrología

### Red hidrográfica
En el mapa generado por los datos de la Biblioteca del Congreso Nacional de Chile se nombran, de norte a sur, los siguientes cuerpos de agua:
Subcuenca 10600
- Río Blanco (Reloncaví)
- Río Llaquepe
- Río Mazazo
- Río Manihueico
- Río Contao

- Río Zambo

- Estero La Poza
- Estero Quildaco

Subcuenca 10610
- Río Queten
- Río Chauchil
- Río Leguiman
- Río Cheinu
- Río Cisnes (Gualaihue) o río Hualaihué
- Río Los Tiuques
- Estero Pichicolo
- Río Cuchildeo
- Río Negro (Hornopirén)
- Río Esperanza
- Lago Cabrera
- Lago General Pinto Concha

Subcuenca 10620
- Río Grande (10620)

Subcuenca 10630
- Río Blanco (10630-1)
- Río Blanco (10630-2)
- Río La Arena
- Río Mariquita
- Río Cholgo
- Lago Quintupeu
- Lago Abascal
- lago Morfa
- Río Mirta
- Estero Cahuelmo
- Río Lloncochaigua

Subcuenca 10640
- Río Vodudahue
- Río Libertador
- Río Lacaya
- Río Barceló
- Estero Trolihuan
- Estero Maruco
- Laguna Vidal

Cerca de la desembocadura del río Vodudahue se reportan geisers y termas cercanas a la localidad de Porcelana (Chile).
Subcuenca 10650
- Río Huequi
- Río Telele
- Río Maritino
- Río Buill

Subcuenca 10660
- Río Reñihué
- Lago Reñihué
- Río Blanco (10660)
- Río Cipreses (10660)
- Río Raya =?= Río Ventisquero (Reñihué)
- Río Piedras

Subcuenca 10670
- Estero Gonzalo
- Río Huellas

Subcuenca 10680
- Río Negro (10680)
- Río Rayas o Blanco
- Lago Río Blanco
- Río Camahueto o río Vilcún
- Río Blanco (Chaitén)

## Glaciares
El inventario público de glaciares de Chile 2022 registra 834 glaciares que cubren un área de 165,83 km² y se estima que almacenan un volumen de 4,86 km³ de agua.
El volcán Michinmahuida da espacio a algunos de ellos.

## Clima

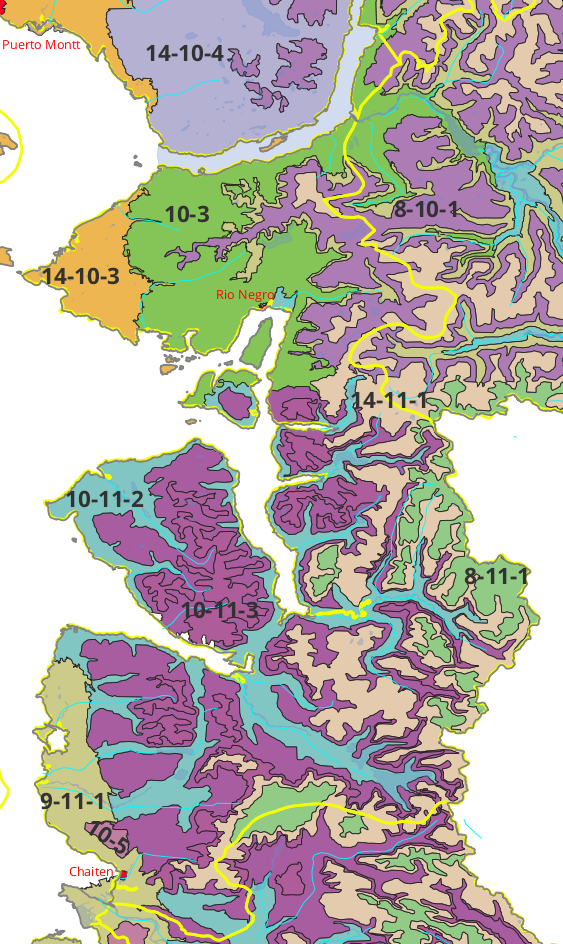
Distritos agroclimáticos en el ítem 106. En amrarillo los límites de las cuencas, en gris los límites regionales, en rojo ciudades y poblados.

El Atlas agroclimático de Chile distingue 8 distritos agroclimáticos en las cuencas:
- 14-10-3  Templado cálido mesotermal con régimen de humedad Húmedo (Cfb1f). La temperatura oscila entre un máximo de enero de 21,1 °C y un mínimo de julio de 3,4 °C. Tiene un promedio de 192 días consecutivos libres de heladas. En el año se registra un promedio de 24 heladas. El período de temperaturas favorables a la actividad vegetativa dura 7 meses. Registra anualmente 744 días grado y 1.236 horas de frio acumuladas hasta el 31 de Julio. La precipitación media anual es de 1.865 mm y un período seco de 0 meses, con un déficit hídrico de 57 mm/año. El período húmedo dura 9 meses durante los cuales se produce un excedente hídrico de 1016 mm.
- 10-3 Templado cálido mesotermal con régimen de humedad Per Húmedo (Cfb1pH). La temperatura oscila entre un máximo de enero de 18,9 °C y un mínimo de julio de 3,8 °C. Tiene un promedio de 180 días consecutivos libres de heladas. En el año se registra un promedio de 22 heladas. El período de temperaturas favorables a la actividad vegetativa dura 5 meses. Registra anualmente 528 días grado y 1.325 horas de frio acumuladas hasta el 31 de Julio. La precipitación media anual es de 2.820 mm y un período seco de 0 meses, con un déficit hídrico de 0 mm/año. El período húmedo dura 12 meses durante los cuales se produce un excedente hídrico de 1.994 mm.
- 8-10-1  Templado frío con régimen de humedad hídrico (CfcHi). La temperatura oscila entre un máximo de enero de 17.7 °C y un mínimo de Julio de 0.4 °C. Tiene un promedio de 57 días consecutivos libres de heladas. En el año se registra un promedio de 100 heladas. El período de temperaturas favorables a la actividad vegetativa dura 3 meses. Registra anualmente 360 días grado y 1.827 horas de frío acumuladas hasta el 31 de Julio. La precipitación media anual es de 3.290 mm y un período seco de 0 meses, con un déficit hídrico de 0 mm/año. El período húmedo dura 12 meses durante los cuales se produce un excedente hídrico de 2.352 mm.
- 14-11-1  Tundra (ET). La temperatura oscila entre un máximo de enero de 13,6 °C y un mínimo de julio de -1,1 °C. Tiene un promedio de 0 días consecutivos libres de heladas. En el año se registra un promedio de 166 heladas. El período de temperaturas favorables a la actividad vegetativa dura 0 meses. Registra anualmente 116 días grado y 1.800 horas de frio acumuladas hasta el 31 de Julio. La precipitación media anual es de 3.488 mm y un período seco de 0 meses, con un déficit hídrico de 0 mm/año. El período húmedo dura 12 meses durante los cuales se produce un excedente hídrico de 2.704 mm.
- 10-11-2 Templado frío con régimen de humedad Hídrico (CfcHi). La temperatura oscila entre un máximo de enero de 18,1 °C y un mínimo de julio de 1,6 °C. Tiene un promedio de 84 días consecutivos libres de heladas. En el año se registra un promedio de 72 heladas. El período de temperaturas favorables a la actividad vegetativa dura 3 meses. Registra anualmente 334 días grado y 1.794 horas de frio acumuladas hasta el 31 de Julio. La precipitación media anual es de 3.020 mm y un período seco de 0 meses, con un déficit hídrico de 0 mm/año. El período húmedo dura 12 meses durante los cuales se produce un excedente hídrico de 2.245 mm.
- 10-11-3  Templado frío con régimen de humedad Hídrico (CfcHi). La temperatura oscila entre un máximo de enero de 16,2 °C y un mínimo de julio de 0,6 °C. Tiene un promedio de 0 días consecutivos libres de heladas. En el año se registra un promedio de 119 heladas. El período de temperaturas favorables a la actividad vegetativa dura 1 meses. Registra anualmente 205 días grado y 1.800 horas de frio acumuladas hasta el 31 de Julio. La precipitación media anual es de 3.118 mm y un período seco de 0 meses, con un déficit hídrico de 0 mm/año. El período húmedo dura 12 meses durante los cuales se produce un excedente hídrico de 2.367 mm.
- 8-11-1  Clima de Tundra (ET). La temperatura oscila entre un máximo de enero de 14,3 °C y un mínimo de Julio de -3,2 °C. Tiene un promedio de 0 días consecutivos libres de heladas. En el año se registra un promedio de 291 heladas. El período de temperaturas favorables a la actividad vegetativa dura 0 meses. Registra anualmente 130 días grado y 1.800 horas de frío acumuladas hasta el 31 de Julio. La precipitación media anual es de 3.114 mm y un período seco de 0 meses, con un déficit hídrico de 127 mm/año. El período húmedo dura 9 meses durante los cuales se produce un excedente hídrico de 2.251 mm.
- 10-5  Templado frío con régimen de humedad Hídrico (CfcHi). La temperatura oscila entre un máximo de enero de 17 °C y un mínimo de julio de 2,1 °C. Tiene un promedio de 61 días consecutivos libres de heladas. En el año se registra un promedio de 65 heladas. El período de temperaturas favorables a la actividad vegetativa dura 3 meses. Registra anualmente 275 días grado y 1.832 horas de frio acumuladas hasta el 31 de Julio. La precipitación media anual es de 3.686 mm y un período seco de 0 meses, con un déficit hídrico de 0 mm/año. El período húmedo dura 12 meses durante los cuales se produce un excedente hídrico de 2.983 mm.
- 9-11-1  Templado cálido mesotermal con régimen de humedad hídrico (Cfb1Hi). La temperatura oscila entre un máximo de enero de 19,6 °C y un mínimo de julio de 1,7 °C. Tiene un promedio de 137 días consecutivos libres de heladas. En el año se registra un promedio de 57 heladas. El periodo de temperaturas favorables a la actividad vegetativa dura 5 meses. Registra anualmente 517 días grado y 1.665 horas de frio acumuladas hasta el 31 de Julio. La precipitación media anual es de 3.223 mm y un periodo seco de 0 meses, con un déficit hídrico de 0 mm/año. El período húmedo dura 12 meses durante los cuales se produce un excedente hídrico de 2.376 mm.

## Zonas protegidas
- Parque nacional Pumalín
- Parque nacional Hornopirén